# Copa del Generalísimo 1954
Die Copa del Generalísimo 1954 war die 50. Austragung des spanischen Fußballpokalwettbewerbes, der heute unter dem Namen Copa del Rey stattfindet.
Der Wettbewerb startete am 2. Mai und endete mit dem Finale am 20. Juni 1954 im Nuevo Estadio Chamartín in Madrid. Titelverteidiger des Pokalwettbewerbes war der CF Barcelona. Den Titel gewann der FC Valencia durch einen 3:0-Erfolg im Finale gegen den CF Barcelona.

## Achtelfinale
Die Hinspiele wurden am 2. Mai, die Rückspiele am 9. Mai 1954 ausgetragen.
|                 | Gesamt |                     | Hinspiel | Rückspiel |
| --------------- | ------ | ------------------- | -------- | --------- |
| CF Barcelona    | 4:3    | Deportivo La Coruña | 4:0      | 0:3       |
| Celta Vigo      | 1:3    | FC Sevilla          | 1:1      | 0:2       |
| CD Alavés       | 1:9    | Real Madrid         | 1:2      | 0:7       |
| Atlético Bilbao | 3:3    | Real Valladolid     | 3:2      | 0:1       |
| Atlético Madrid | 2:5    | RCD Español         | 1:3      | 1:2       |
| UD Las Palmas   | 1:4    | Real Sociedad       | 0:0      | 1:4       |

- Der FC Valencia und Real Santander erhielten ein Freilos.

### Entscheidungsspiele
Das Spiel wurde am 11. Mai in Madrid ausgetragen.
|                 | Ergebnis |                 |
| --------------- | -------- | --------------- |
| Atlético Bilbao | 4:1      | Real Valladolid |

## Viertelfinale
Die Hinspiele wurden am 16. Mai, die Rückspiele am 23. Mai 1954 ausgetragen.
|                | Gesamt |                 | Hinspiel | Rückspiel |
| -------------- | ------ | --------------- | -------- | --------- |
| Real Santander | 3:4    | Real Madrid     | 3:1      | 0:3       |
| CF Barcelona   | 5:3    | Atlético Bilbao | 4:2      | 1:1       |
| Real Sociedad  | 3:9    | FC Valencia     | 2:5      | 1:4       |
| FC Sevilla     | 6:6    | RCD Español     | 4:0      | 2:6       |

### Entscheidungsspiele
Das Spiel wurde am 25. Mai in Madrid ausgetragen.
|            | Ergebnis |             |
| ---------- | -------- | ----------- |
| FC Sevilla | 2:1      | RCD Español |

## Halbfinale
Die Hinspiele wurden am 6. Juni, die Rückspiele am 13. Juni 1954 ausgetragen.
|             | Gesamt |              | Hinspiel | Rückspiel |
| ----------- | ------ | ------------ | -------- | --------- |
| Real Madrid | 2:3    | CF Barcelona | 1:0      | 1:3       |
| FC Sevilla  | 1:4    | FC Valencia  | 0:1      | 1:3       |

## Finale
| FC Valencia                                       | FC Valencia | CF Barcelona | CF Barcelona |
| ------------------------------------------------- | --- | --- | ------------ |
| FC Valencia                                       | \| 20. Juni 1954 in Madrid (Nuevo Estadio Chamartín) \| \| Ergebnis: 3:0 (1:0) \| \| Zuschauer: 110.000 \| \| Schiedsrichter: José González Echeverría \|                                                              | \| 20. Juni 1954 in Madrid (Nuevo Estadio Chamartín) \| \| Ergebnis: 3:0 (1:0) \| \| Zuschauer: 110.000 \| \| Schiedsrichter: José González Echeverría \|                                                             | CF Barcelona |
| FC Valencia                                       | Enrique Martín – Juan Carlos Quincoces, Salvador Monzó , Sócrates Belenguer – Pasieguito, Antonio Puchades – Daniel Mañó, Antonio Fuertes, Manuel Badenes, Enrique Buqué, Vicente Seguí Cheftrainer: Jacinto Quincoces | Juan Velasco – Josep Seguer, Gustau Biosca, Joan Segarra – Isidre Flotats, Andreu Bosch – Estanislao Basora, Luis Suárez, César Rodríguez , Moreno, Eduardo Manchón Cheftrainer: Ferdinand Daučík ( Tschechoslowakei) | CF Barcelona |
| FC Valencia                                       | 1:0 Antonio Fuertes (14.) 2:0 Manuel Badenes (57.) 3:0 Antonio Fuertes (59.) | | CF Barcelona |
| 20. Juni 1954 in Madrid (Nuevo Estadio Chamartín) | | |              |
| Ergebnis: 3:0 (1:0)                               | | |              |
| Zuschauer: 110.000                                | | |              |
| Schiedsrichter: José González Echeverría          | | |              |